# 气根百合属
气根百合属（学名：Stawellia），也叫支根百合属，是阿福花科萱草亚科的一个属，是种草本植物，于1870年首次被描述为一个属。整个属是西澳大利亚州特有的。

## 下属物种
本属共由2个种组成：
- 气根百合 Stawellia dimorphantha F.Muell.
- Stawellia gymnocephala Diels